# Myrmedonota
Myrmedonota  (лат.) — род мирмекофильных и термитофильных жуков-стафилинид из трибы Lomechusini (подсемейство Aleocharinae). Около 30 видов.

## Распространение
Старый Свет (23 вида, в том числе Борнео — 1 вид, Малайский полуостров — 2, Новая Гвинея — 19 видов, Сулавеси — 1), Неарктика — около 5 видов.

## Описание
Мелкие коротконадкрылые жуки (длина около 3 мм и меньше). Голова субокруглая, шея отсутствует, затылочный шов полный. Поверхность тела мелкопунктированная. 11-члениковые усики с увеличенными последними сегментами (булавовидные). Первый сегмент нижнегубных щупиков длиннее второго. Передние лапки 4-члениковые, а лапки средних и задних ног состоят из 5 сегментов (формула лапок: 4-5-5). Часть видов ассоциирована с муравьями, один — с термитами.

## Систематика
Род включает около трёх десятков видов (более половины из которых описаны с Новой Гвинеи) и включается в состав трибы Lomechusini.
- Myrmedonota acutissima Pace, 2009 — Новая Гвинея[5]
- Myrmedonota aequitatis  Pace, 2009 — Новая Гвинея[5]
- Myrmedonota aidani Maruyama & Klimaszewski, 2008 — Огайо, США[6]
- Myrmedonota apicicornis Pace, 2009 — Новая Гвинея[5]
- Myrmedonota borneensis  Pace, 2008 — Сабах, Борнео (Малайзия)[7]
- Myrmedonota brevifalx  Pace, 2009 — Новая Гвинея[5]
- Myrmedonota celebensis  Pace, 1993 — Сулавеси (Индонезия)[8]
- Myrmedonota cingulata Cameron, 1920 — Сингапур typus
- Myrmedonota cordobensis Santiago-Jiménez, 2014 — Мексика[4]
- Myrmedonota drugmandi  Pace, 2009 — Новая Гвинея[5]
- Myrmedonota gigas  Pace, 2009 — Новая Гвинея[5]
- Myrmedonota goethemi Pace, 2000 — Новая Гвинея[9]
- Myrmedonota hartmanni  Pace, 2009 — Новая Гвинея[5]
- Myrmedonota heliantha Eldredge, 2010 — Канзас, США[2]
- Myrmedonota jaliscensis Santiago-Jiménez, 2014 — Мексика[4]
- Myrmedonota lewisi Maruyama & Klimaszewski, 2008 — Индиана, США[6]
- Myrmedonota papyriomyrmecis  Kistner, 2003 — Папуа Новая Гвинея
- Myrmedonota shimmerale Mathis & Eldredge, 2014 — Мексика
- Myrmedonota termitophila  Bourguignon & Roisin, 2006 — Новая Гвинея[10]
- Myrmedonota xipe Mathis & Eldredge, 2014 — Мексика
- Другие виды